# Chrpinka obecná

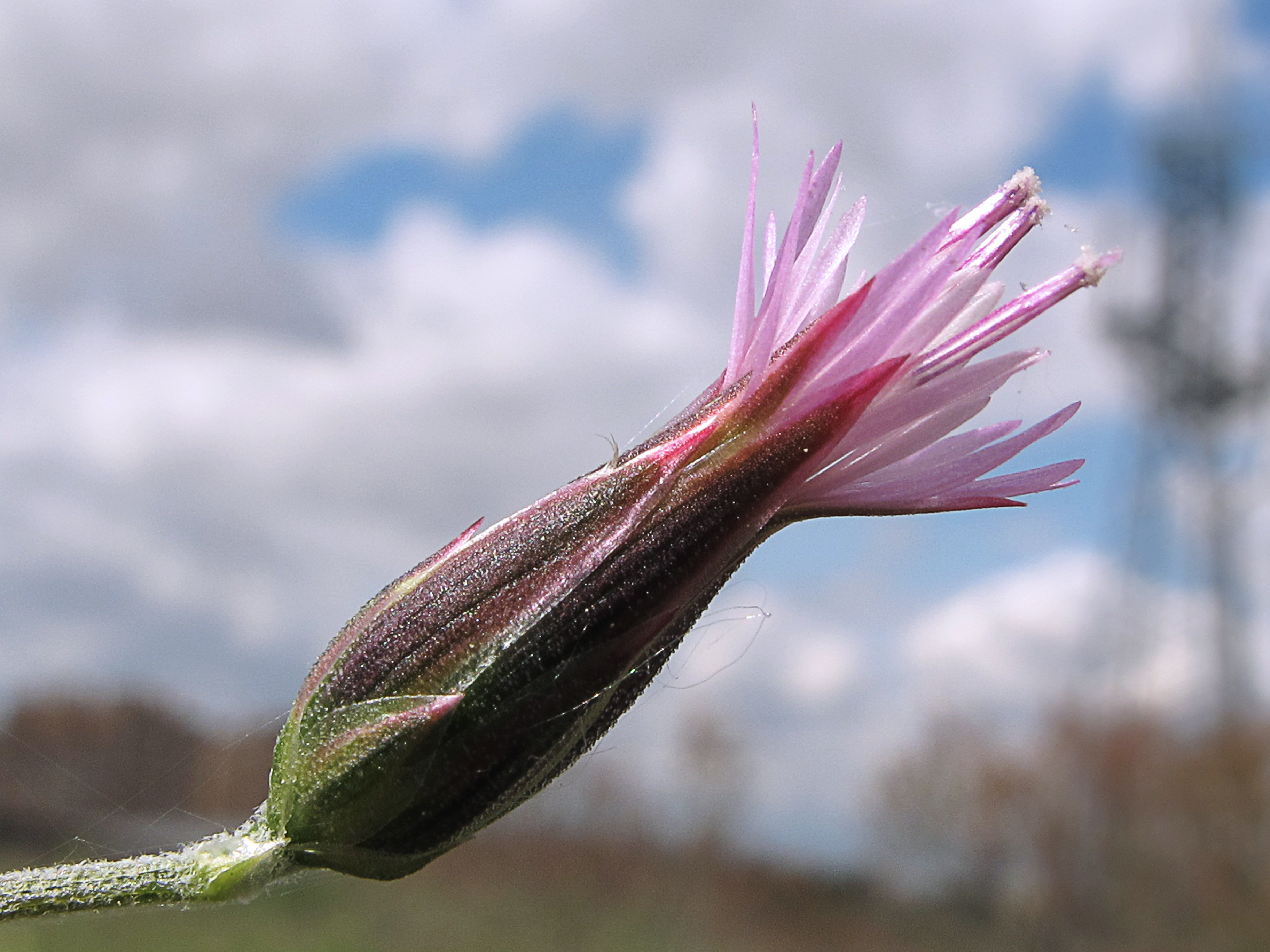
Úbor

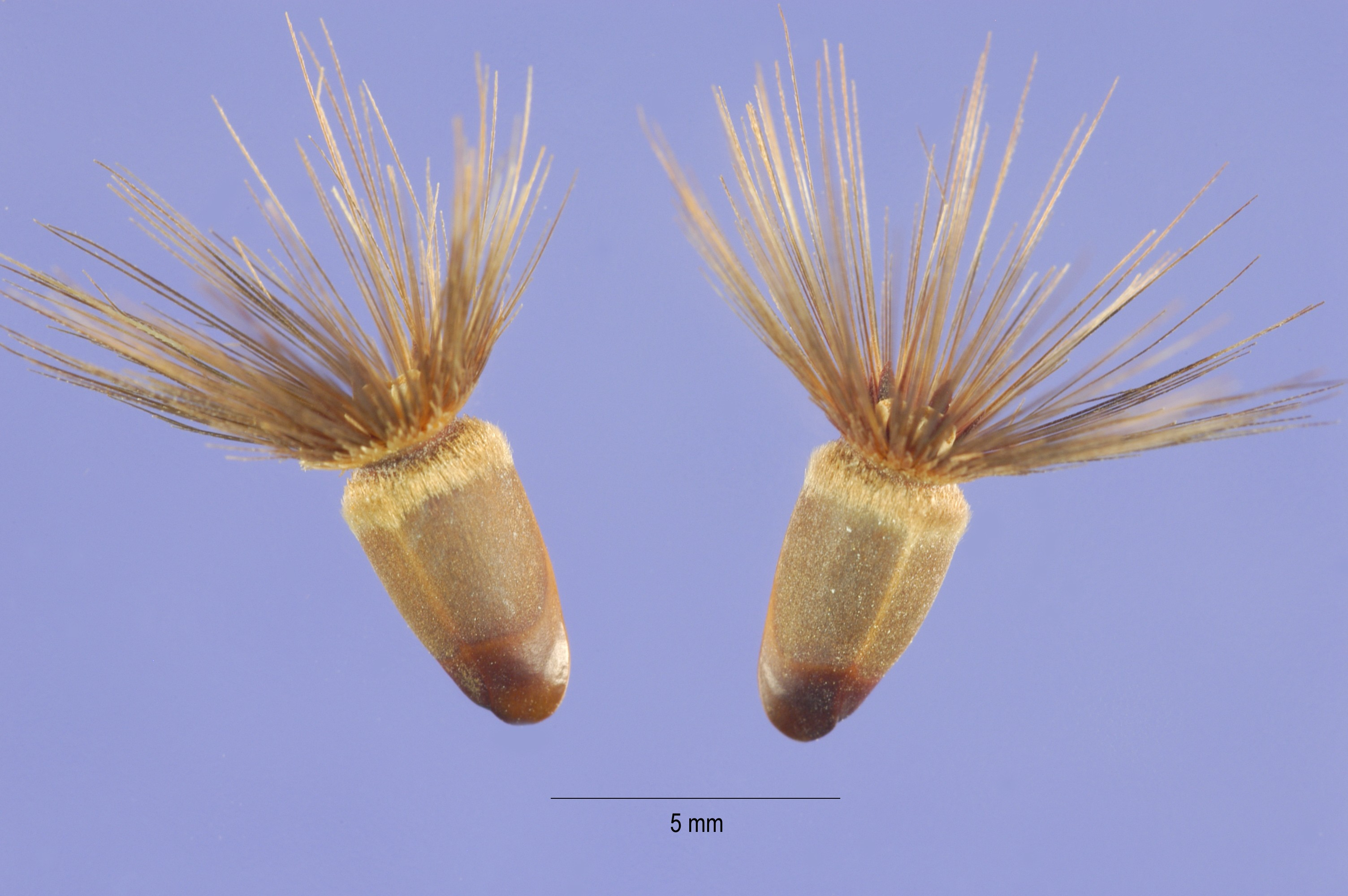
Nažky

Chrpinka obecná (Crupina vulgaris) je jednoletá, půl až metr vysoká rostlina s fialovými, někdy až levandulově zbarvenými květy v chudých úborech. Je druhem malého rodu chrpinka se dvěma či třemi druhy, které se od sebe morfologicky jen málo liší, nejvíce tvarem nažek a trichomů. Rod chrpinka se od chrpy liší drobnějšími úbory se šupinatými zákrovy, stavbou pylu a vysokým počtem chromozomů. Tato bylina, která je na některých územích považována za invazně se šířící plevel, se v české přírodě nevyskytuje.

## Rozšíření
Za původní areál je považována oblast jižní a východní Evropy s přesahem do Malé Asie, na severní Kavkaz, do západní Číny, Střední a jihozápadní Asie, na sever indického subkontinentu i do středomořských oblastí severní Afriky. Ve střední Evropě je její rozšíření ze severu ohraničeno jihem Slovenska. Usuzuje se, že koncem neolitu se šířila s pastevectvím koz a ovcí od východu na západ a na Pyrenejský poloostrov se dostala asi před 4000 roky. Její rozšíření směrem do severní Evropy je pokládáno do období výbojů Římské říše, kde byly na velkých plochách odstraňovány lesy a zakládány louky udržované pomocí ohně a pastvou domácích stád. Někde chrpinka obecná roste společně s velmi podobným druhem Crupina crupinastrum, se kterým občas vytváří hybridy, nejčastěji se objevují v okolí Středozemního moře.
Druhotně je zavlečena do Severní Ameriky, kde byla zaznamenána již roku 1878, a dále v roce 1936 byla zjištěna na jihu Austrálie. Na tyto kontinenty se nechtěně dostala pravděpodobně se znečištěným osivem nebo se zeminou přepravovanou v lodním balastu, na obou se jí velmi daří a je považována za invazní plevel.

## Ekologie
Roste ve vápenitých a jílovitých půdách na slunných a dobře odvodněných stanovištích, na kamenitých stráních, pastvinách, mezích krátkostébelných luk a polí, písčinách, na lesních světlinách v zalesněném území, travnatých okrajích silnic, na skládkách i v areálu měst, také se vyskytuje na opuštěné neobdělávané zemědělské půdě. Nejlépe se jí daří na místech s občasně narušovanou zeminou, kde snadno zakořeňuje a její semena jsou s hlínou posouvána do okolí. Má omezenou možnost přirozeného šíření semen, která se pro velkou váhu a drobný chmýr mohou samovolně rozptýlit jen několik metrů od mateřské rostliny.
Vyskytuje se od nížin po nadmořskou výšku 1,5 km, a to v místech s průměrnými srážkami od 320 po 950 mm. Je přizpůsobena širokému spektru půdních a klimatických podmínek v mírném a subtropickém podnebném pásmu. Někdy je v mládí spásána lesní zvěří nebo dobytkem, což podporuje její větvení a následně větší tvorbu květů a semen, obdobně působí i jejich seřezávání. Na vhodném místě se silně množí a vytváří jednodruhové porosty. Ploidie druhu je 2n = 28.

## Popis
Letnička s 30 až 100 cm vysokou, do široka rozvětvenou lodyhou rostoucí ze štíhlého kořene sahajícího do hloubky jednoho i více metrů. Výška rostliny je omezená dostatkem vláhy, na suchých stanovištích se špatnou dostupnosti vody bývá nízkého vzrůstu a nedosahuje ani do 30 cm. Lodyha je zelená, štíhlá, přímá a distálně větvená. Bazální, brzy usychající listy jsou přisedlé, obvejčité, nedělené a po obvodě drobně zubaté. Lodyha je střídavě porostlá přisedlými listy, vyrůstajícími nejčastěji v uzlinách kde se větví. Listy jsou dlouhé okolo 5 cm a směrem vzhůru se zmenšují, mají 3 až 5 párů segmentů s lineárními, jemně ozubenými laloky. Větve jsou bezlisté. Velikost rostliny i tvar listů je variabilní.
Na koncích lodyhy a větví vyrůstají květní úbory tvořící chocholičnaté květenství, v ideálním případě může byt úborů až 40. Zákrov je úzce eliptický, v době květu má průměr asi 5 mm a v čase zrání semen se rozšiřuje na 10 mm, mívá průměrně čtyři až šest řad nerovnoměrně střechovitě uspořádaných, světlé zelených listenů s fialovým nádechem a černou špičkou na konci. Plochý disk úboru nejčastěji obsahuje po obvodě 2 až 4 neplodné samčí květy a ve středu má 1 až 2 plodné květy oboupohlavné. I když bývá zpočátku v úboru založeno oboupohlavných květů více, dozrává plodné semeno obvykle jen v jednom či dvou. Koruny všech květů jsou trubkovité, dlouhé asi 15 mm, vespod jsou srostlé a výše trychtýřovitě dělené do úzkých, vláknitých, fialově zbarvených cípů. Květy produkují dostatek pylu i nektaru a jsou opylovány hmyzem, v případě jeho absence se mohou opylit samosprašně.
Plod je hnědá, podlouhlá, kuželovitá, mírně stlačená nažka dlouhá asi 5 mm a vážící 30 mg. Nažky jsou poměrně těžké a mají vytrvalý černohnědý chmýr velký do 8 mm.

## Rozmnožování
Rostlina se může rozmnožovat výhradně semeny, která dozrávají od počátku léta a klíčí až na podzim nebo počátkem mírné zimy, kdy je v půdě dostatek vláhy. Semeno vzklíčí i při teplotě +1 °C a semenáč přezimuje ve formě listové růžice. S příchodem jara se vytvoří lodyha a v květnu a červnu se již otvírají květy, prvá semena jsou zralá v červnu a červenci. Pokud má rostlina na stanovišti dostatek vláhy a živin, kvete a tvoří semena až do podzimu, obvykle však během léta pro nedostatek vody usychá. Semena jsou asi v 90 % plodná a klíčí většinou v prvém roce, mají omezenou životnost a v půdě nezůstávají životná déle než 2 roky.
Na zaplevelené ploše je typický výskyt asi 50 dospělých rostlin na 1 m² a produkce 1000 semen ročně. Tato jsou sice málo rozptylována, zato zaručují opětovný výskyt velkého množství rostlin na daném stanovišti. Na větší vzdálenost se mohou dostat uchycením v kožešině zvířat, v zemědělské technice nebo oblečení lidí. Jsou atraktivní pro hlodavce, kteří je roznášejí při tvorbě zimních zásob na průměrnou vzdálenost 15 m. Semena prošlá útrobami volně žijících i domácích býložravců jsou z 80 % životaschopná, sezobaná ptáky, např. bažanty a křepelkami, jsou však strávená. Nejčastěji jsou na nová místa zavlékána s nevyčištěným osivem nebo rozvozem nevyzrálého kompostu.

## Význam
Chrpinka obecná je jasným příkladem rostliny, která se po rozšíření na druhotná stanoviště stala invazní bylinou. Přestože se na svých "rodných" územích nechová agresivně, po proniknutí do Severní Ameriky a Austrálie se stala výrazným plevelem. Je vysoce konkurenčně schopná a její husté porosty přispívají k degradaci přirozených rostlinných komunit. Společným rysem území, na kterých se takto útočně projevuje, je dlouhodobá omezená dostupnost vody v půdě, z čehož plyne slabá obranyschopnost původních bylin.
V celé Kanadě a v osmi státech Spojených států amerických je prohlášena za škodlivou rostlinu. Vytlačováním klasických travin z polí a pastvin snižuje produkci píce a dále tím, že za růstu i po uschnutí málo kryje povrch půdy, zvyšuje na svažitém terénu erozi půdy. Hovězím dobytkem jsou rostliny chrpinky obecné spásány jen v mladém stavu v jarním období. V Evropě, v oblasti Středomoří, rostou jen řídce a jsou naopak ovcemi i kozami vyhledávané.